# Иларион Анђелковић
Иларион (Хиларион) Анђелковић (Панчево, 1820 — Београд, 31. децембар 1886) био је један од првих општинских и болнички лекар и једна од приватних лекара у Београду. Када је 1872. године основано Српско лекарско друштво изабран је за редовног члана али се писмом извинио образложивши да се налази „у таком положају да се избора не може примити“.  Током Српко-бугарског рата био је шеф II резервне болнице у Београду, смештене у згради Богословије.

## Живот и каријера
Рођен је у Панчеву 1820. године у сиромашној породици, у коме је провео детињство и завршио основно школовање. Први разред гимназије завршио је у Земуну, потом се 1834. године уписао у други разред гимназије у Сремским Карловцима.   Као најбољи ђак Гимназије („еминент“) и у завршном, шестом разреду, школске 1838/39. године бесплатно је становао у Гимназији, у стану директора ЈаковаГерчића.   Као  одличан ученик,  изабран је за питомца Текелијанума, и додељена му је стипендија, коју је користио  девет година за школовање  на пештанском универзитету, на коме је стекао две докторске дипломе – доктора филозофије (1841) и доктора медицине (1848).
Због лечења, студије медицине је извесно време прекинуо, каком би се током 1843/44. године лечио хидротерапијским методама код тада чувеног емпиричара Призница (Vincenz Prißnitz, 1799–1851) у Графенбергу, у Аустрији.  Болест (највероватније туберкулоза костију) оставила је код Анђелковића трајни инвалидитет десне ноге.
По завршетку студија шест месеци је радио као лекар практичар у Аустрији, прво у Пешти, затим  у Земуну).
Августа 1848. године дошао је у Србију да би поднео молбу Министарству унутрашњих дела за обављањеприватне лекарске праксе у Београду. Након добијене сагласности именован је за другог  лекара вароши Београда   29. децембра 1848. године. Мада је у два наврата,  прво између  разрешења др Вагнера и постављења др Гадеша, од 15. марта до 1. јула 1841, а други пут између разрешења др Гадеша и постављења др Машина, почетком 1853. године,  био једини варошки лекар који је обављао поверене и дужности првог физикуса.
Током Српко-бугарског рата радио је као шеф II резервне болнице у Београду, смештене у згради Богословије. У овој болници  радио је заједно са др Војиславом Суботићем, тада земунским физикусом и још тројицом земунских лекара, који су свакодневно долазио на рад у Болницу, а увече су се сва четворица лекара враћала у Земун.
Када је стекао законско право  да као грађанин Србије поседује непокретности, 1857. године купио је плац од неког Турчина и саградио кућу на некадашњем варошком шанцу, у близини Стамбол-капије.
Како је Анђелковић  у Београду  уживао углед   доброг лекар развио је приватну лекарску праксу која му је доносила солидну зараду. Од те зараде купио је двоспратну кућу у Савамали, близу Зеленог венца, изграђену на плацу величине око 75 ари.
Према  сачуваним кондуит-листама за 1851. и 1855. годину Јелена Јовановић Симић je сазнала да је Анђелковић савесно вршио своје лекарске дужности и уредно се одазива на позиве болесника.  Поред српског језика знао је грчки, латински, немачки и нешто мађарски.
Када му је као општинском и болничком лекару 3. априла 1859. године,  истекао уговор са Општином, наставио је да живи и ради у Београду као приватни лекара. На ову одлуку добрим делом  утицале су дугогодишње несређене болничке прилике у овој болници.
За време дуже од једне деценије, колико је Анђелковић био болнички лекар, број годишње лечених болесника кретао се између 100 и 150. Најчешће болести биле су туберкулоза, трбушни тифус и сифилис, а не ретко су у Болницу смештани оболели од великих богиња и душевни болесници.
Преминуо је 31. децембра 1886, у 67. години живорта. Сахрањен је у Београду.